# Ferrocarril Militar de Puente Alto al Volcán
El Ferrocarril Militar de Puente Alto al Volcán, también conocido como Ferrocarril a El Volcán, era una pequeña línea férrea militar que une Puente Alto y El Volcán en Chile. La vía férrea tuvo un vía estrecha de 600 mm, y fue construido en 1906 por el gobierno chileno. Cada sección fue inaugurada a medida que se completó: el 1 de marzo de 1910 (entre Puente Alto y El Canelo), en 1911 (entre El Canelo y El Melocotón), y el 9 de junio de 1914 (entre El Melocotón y El Volcán), existiendo dentro del proyecto original un trazado entre las estaciones de San Bernardo y Puente Alto, con una estación en Bajos de Mena, que finalmente no fue construido. El ferrocarril se mantuvo operativo hasta 1985.

## Historia

### Planificación

#### Objetivos
El objetivo principal del ferrocarril no era unir a Chile y Argentina (como decía Chile), sino vigilar la frontera e impedir cualquier ataque desde Argentina hacia Chile. Originalmente, cuando la Empresa de los Ferrocarriles del Estado encargó a un ingeniero explorar la zona (quien recomendó la construcción del ferrocarril), la idea no fue tomada en serio debido a la falta de interés de los gobiernos chileno y argentino. Sin embargo, una vez que el Ejército expresó la importancia estratégica de este ferrocarril como medio de defensa contra un posible conflicto, el gobierno chileno autorizó su construcción.
Sus funciones eran garantizar la formación práctica del personal militar y proporcionar una protección estratégica de los pasos de montaña. El Ejército fue responsable de la operación, administración y reparación del ferrocarril.

#### Estudios de ingeniería
Se realizaron múltiples estudios antes del desarrollo del ferrocarril:
1. En 1895, el ingeniero chileno Alberto Lira Orrego estudió la parte de la carretera entre Puente Alto y San José de Maipo.
2. En 1899, hubo misiones de reconocimiento que cubrían el río Maipo a su fuente.[5]
3. En 1901, el ingeniero inglés Josias Harding estableció que la ruta por el río Maipo era la más apropiada.
4. En 1902, el ingeniero chileno Santiago Muñoz publicó un informe que señalaba los enormes beneficios que el ferrocarril traería a toda la comunidad, tanto en la agricultura como en el comercio (papeleras, carbón y tejidos).[6]

### Operación y material rodante

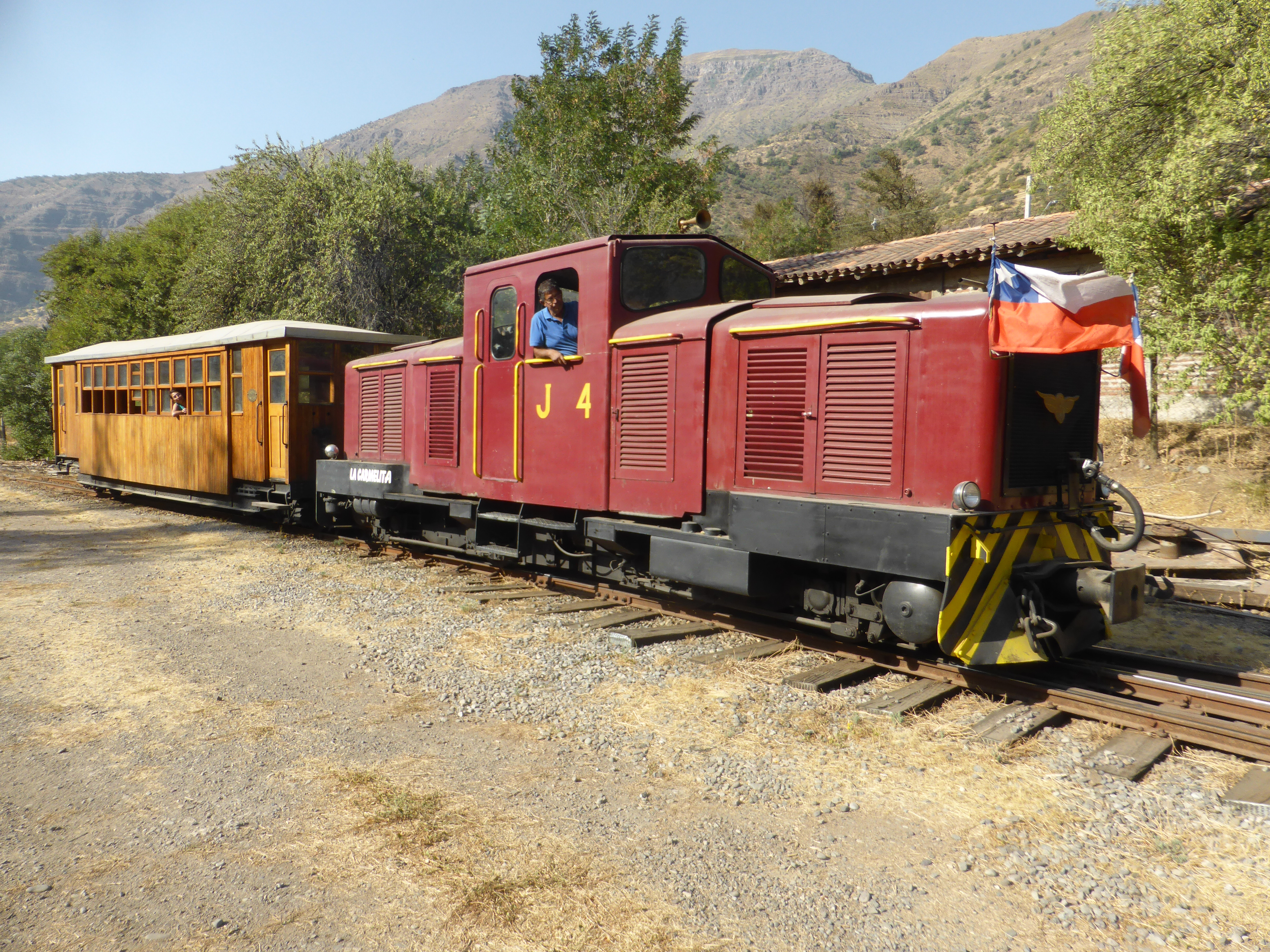
Locomotora diésel Jung, J 4. Tren patrimonial del Cajón del Maipo.

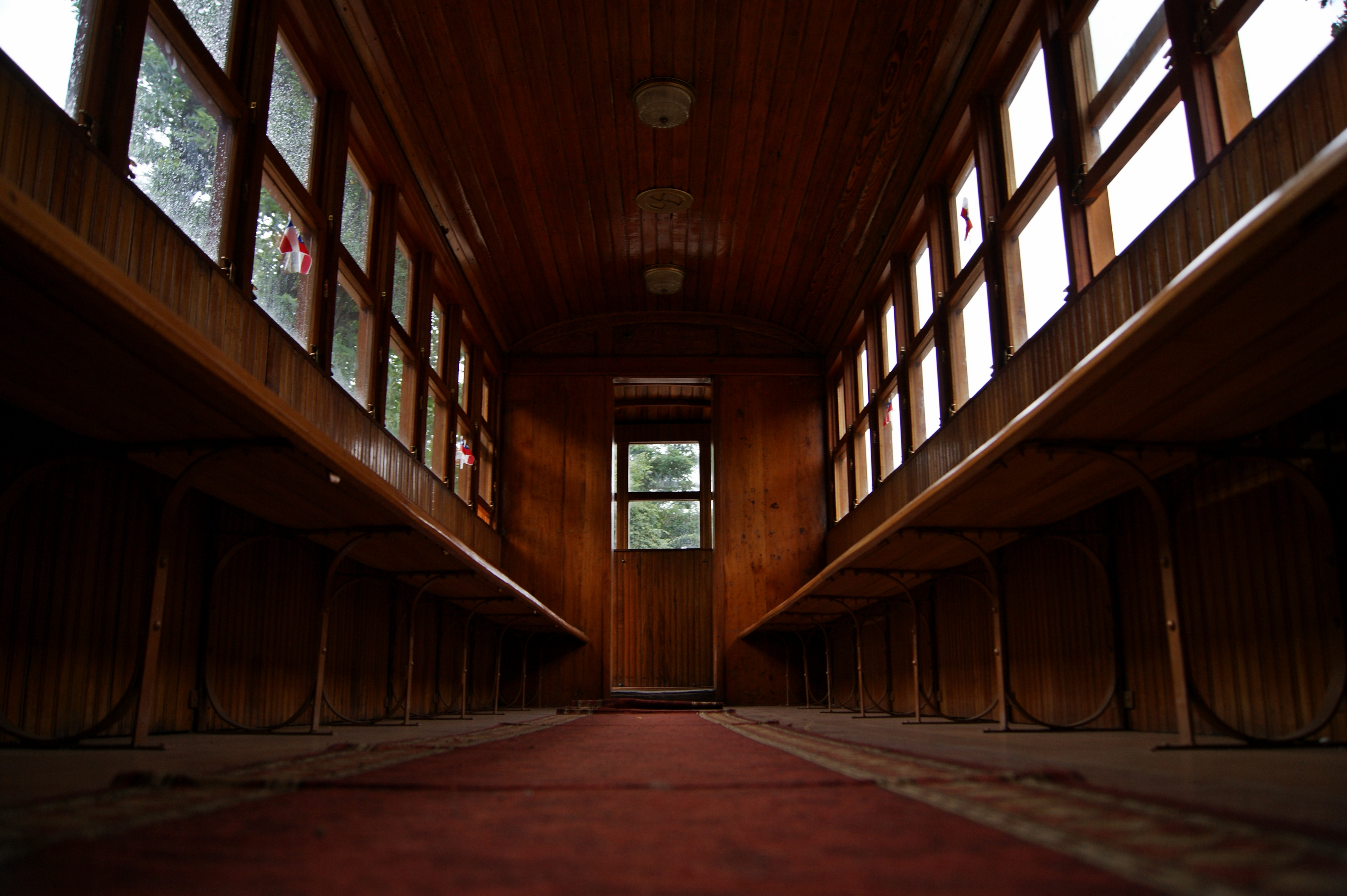
Interior de un vagón de madera en la estación El Melocotón.

Al principio, los motores usados para probar la línea eran pequeñas locomotoras alemanas hechas por Orenstein y Koppel. Éstos tiraron vagones plataforma y carros de carga, vagones estrechos de pasajeros hechos de madera, o a veces un pequeño buscarril.
A medida que el tren viajaba en terrenos muy empinados, el tamaño de esas locomotoras alemanas era a veces insuficiente para la subida. Por lo tanto, en algunos casos, se utilizó más de un motor, uno en la parte delantera tirando del tren y otro en la parte trasera empujándolo. En otros casos, solo se utilizó una pequeña pero potente locomotora para empujar un tren más corto por la pendiente.
Transportar concentrados de cobre, yeso y piedra caliza, ganado y productos agrícolas en tren se volvió más seguro y económico. El tráfico ferroviario de pasajeros entre el Cajón del Maipo y Santiago también creció gracias a esos servicios, con la intención principal de ir de vacaciones a los pueblos andinos de las montañas.
El viaje de 13,5 kilómetros de Puente Alto a El Canelo en tren a vapor tomaba 45 minutos, 2 horas para el viaje de 35,8 kilómetros a El Melocotón y 3 horas y media para el viaje de 61,9 kilómetros hacia el terminal en El Volcán.

### Cierre

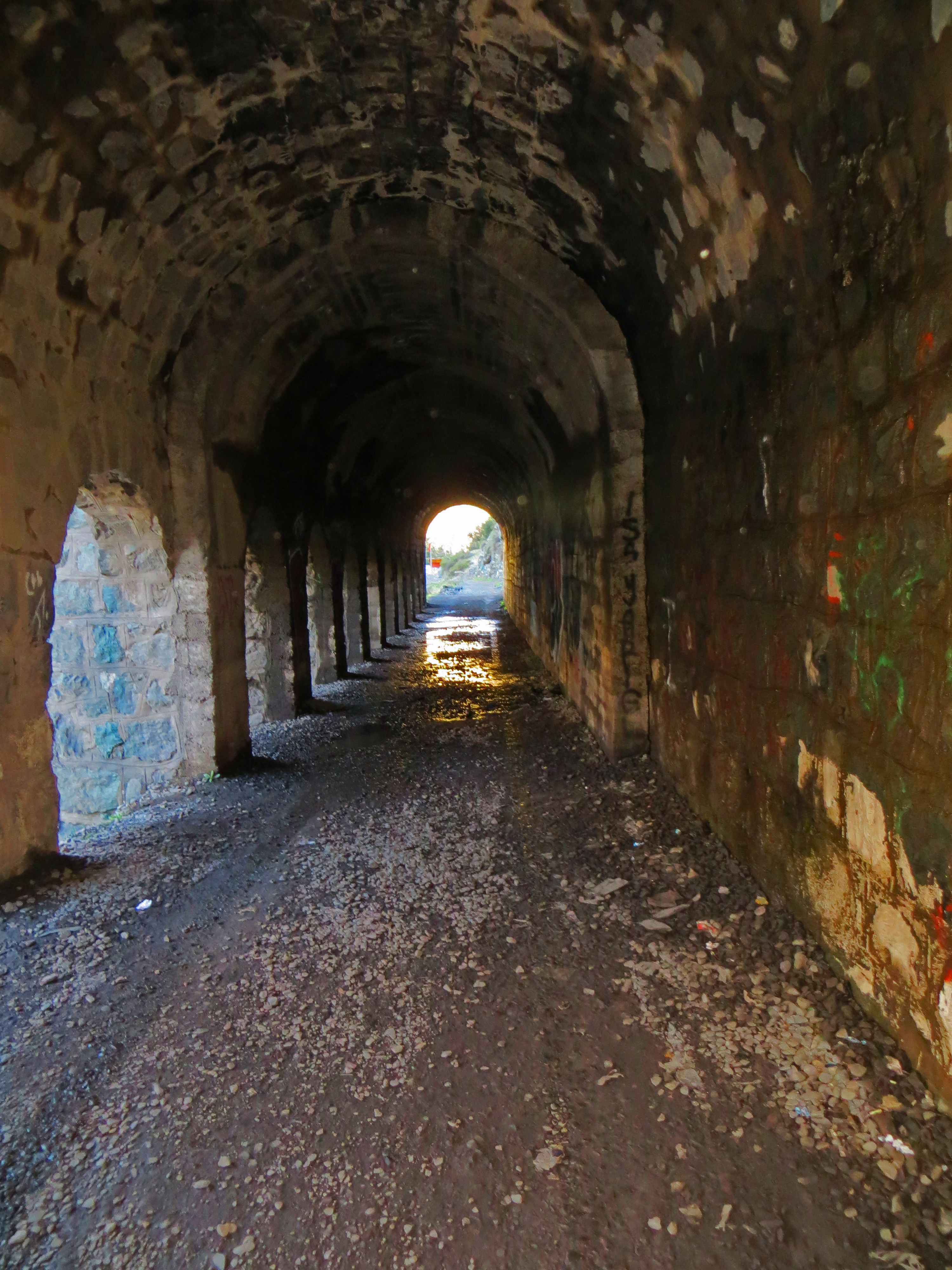
Túnel El Tinoco.

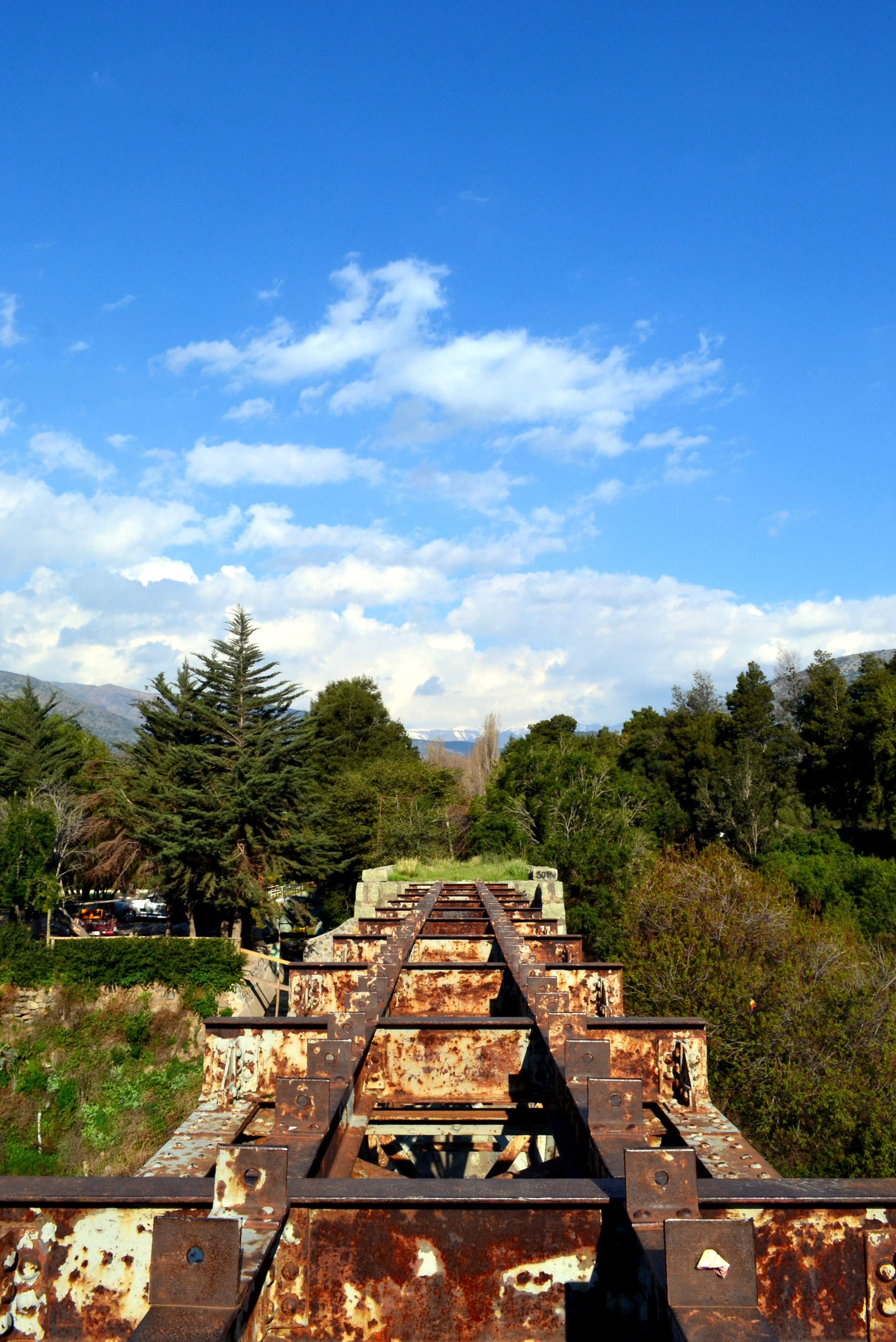
Antiguo puente.

Desde 1950 el uso del ferrocarril disminuyó a medida que el transporte ferroviario comenzó a ser reemplazado por camiones de mayor tonelaje, cuyo tiempo de viaje y costos de flete eran menores.  Muchos factores condujeron a la suspensión del ferrocarril y a la utilización de las carreteras como principal forma de transporte: el cierre del Ferrocarril del Llano de Maipo en 1962, el terremoto de Las Melosas de 1958 (que causó daños a la infraestructura), fuertes temporales a mediados de los años sesenta y el fin de la actividad minera en El Volcán en 1976.
En 1978, con la aprobación de la política de autofinanciamiento de la Empresa de los Ferrocarriles del Estado, el ferrocarril cesó el uso público regular, manteniendo solo las operaciones internas de investigación. Las locomotoras a diésel fabricadas por Arnold Jung Lokomotivfabrik fueron entregadas unos meses antes del cierre, demasiado tarde para mostrar sus beneficios.
En 1985 el ferrocarril fue cerrado, después de setenta años de funcionamiento. El ferrocarril fue desmantelado por orden del Ministerio de Obras Públicas y ejecutado por los mismos hombres que conducían las locomotoras.

## Estatus patrimonial
El Ferrocarril de Puente Alto a El Volcán y su infraestructura asociada fueron declarados Patrimonio Histórico por el Decreto N° 432 del Ministerio de Educación en 1991. A partir de esa fecha, se realizaron una serie de restauraciones de las vías y estaciones. Se firmó un acuerdo en diciembre de 2002 entre el Ejército de Chile, el Servicio Nacional de Turismo, el Museo Histórico Nacional, el Ministerio de Bienes Nacionales y el Consejo de Monumentos Nacionales para la ejecución de un proyecto de restauración en El Melocotón, para construir un centro cultural que incluyera un Museo de Ferrocarriles Militares.